# Casavalle
Casavalle es un barrio de Montevideo ubicado al norte de la ciudad y conformado por diferentes microbarrios. Sus límites son el Bulevar Aparicio Saravia al sur, la Avenida Pedro de Mendoza al este, la ruta 102 al norte y el arroyo Miguelete al oeste. 

## Historia
Su historia se remonta al reparto de las chacras sobre el arroyo de los Migueletes. En 1803 Pedro de Casavalle adquiere dos lotes en los alrededores del arroyo Miguelete en donde instala su residencia y también algunas dependencias comerciales, como un saladero, una jabonería, una tahona, panadería, palomar, corrales y un establecimiento agrícola. En esta casa-quinta supieron albergarse muchos simpatizantes orientales en épocas de la lucha artiguista y exclavizados. En mayo de 1811 fue refugio de los sacerdotes franciscanos que habían sido expulsados de la plaza fuerte de Montevideo por orden del Virrey Elío, por ser simpatizantes de la causa patriota.En dicha zona supieron residir también otras personalidades como Perez Castellanos, Jacinto Trápani y Ildefonso Pereda.
El 17 de marzo de 1823 se produjo la batalla de Casavalle, entre las fuerzas portuguesas y brasileras. Los portugueses contaban con el apoyo de Manuel Oribe, mientras que los brasileños con el de Fructuoso Rivera, marcando un hito en la zona. 
En 1908 se inicia un proceso de expansión y urbanización de la zona a partir de la creación del barrio Plácido Ellauri por Francisco Piria quien fraccionó parte de la antigua quinta de Pedro Casavalle para posteriormente vender dichos terrenos. Allí se instalarían algunas quintas y pequeñas residencias. 
En la década de 1940 comenzaron a formarse asentamientos irregulares de ranchos de madera y chapa, los cuales e manera coloquial recibirían la denominación de  cantegriles. Dichas estructuras precarias eran construidas en terrenos baldíos y abandonados, sin planificación urbana y en lugares que no contaban con servicios básicos como agua, electricidad y saneamiento. 

## Hidrografía
El principal curso de agua de Casavalle es el arroyo Miguelete. Son afluentes de este arroyo la cañada Iyuí o cañada de las ranas, sobre la calle Matilde Pacheco, la Cañada de los Viñedos próxima a la bodega 3 palmas y que desemboca en la cañada Iyuí o De Las Ranas, a la altura de la Avda. Gral. San Martín, la cañada del Berro el los fondos del complejo de viviendas San Martín 1 junto al Parque Ferro  y la cañada Pajas Blancas ubicada al noroeste, en la zona de Puntas del Miguelete.

## Población

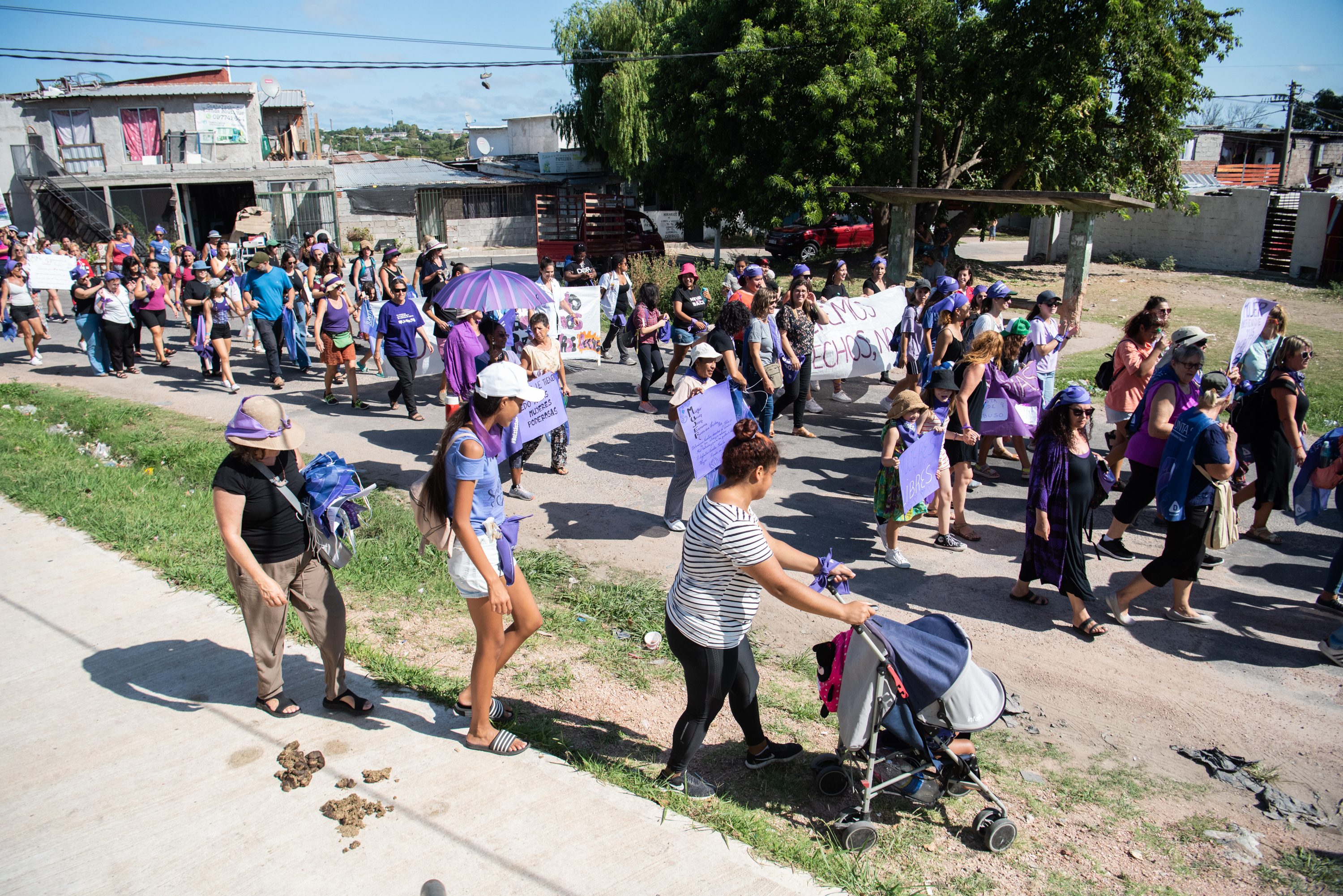
Marcha de mujeres el 8 de marzo de 2023 en Casavalle por el Día Internacional de la Mujer Trabajadora.

### Barrios de Casavalle
La zona de Casavalle, está conformada por diversos microbarrios, entre ellos: 
- Plácido Ellauri (1908)

- Barrio Borro (1926)
- Barrio Municipal (1947)
- Barrio Bonomi
- Unidad Casavalle
- Unidad Misiones
- Barrio Aquiles Lanza
- Barrio Boizo Lanza,
- Barrio Artigas
- Barrio La Bolsa

### Complejos habitacionales
CH San Martín 1 Padre Cacho, ubicado en el barrio Nuevo Ellauri (Casavalle), CH San Martín 2 Santa María ubicado en la zona de Las Quintas, CH 59, CH 72 y CH 78.

## Cultura

### Habitantes ilustres
Entre sus ilustres habitantes, estuvieron Pedro Casavalle, Jacinto Trápani, Ildefonso Pereda Valdés, Antolin Reyna, Serafín J. García.

### Artistas
- María Elena Melo (canto popular)

- Payador Diego Sosa (payador y folclorista)

- Washington Aulet (actor)

- Cueros de Casavalle (comparsa)

### Deportistas
- Luis Alberto Reyes, campeón latinoamericano de boxeo

- Carlos Ballestrino, campeón uruguayo de boxeo

- Santiago Paiva, jugador del club Danubio

- Leandro Paiva, jugador del club  Argentinos Juniors

- Juan Alvez, jugador del club Fénix

## Actualidad
La zona presenta heterogeneidad en sus niveles de desarrollo social. En la misma, y al igual que en otras zonas, conviven desde personas que no han terminado el primer ciclo de educación, hasta estudiantes universitarios y profesionales. Desde indigentes hasta profesionales y comerciantes, al igual que ocurre en otras zonas del departamento.[cita requerida]
No obstante esta heterogeneidad, las ONG que trabajan en la zona, focalizan su atención en la difusión de los aspectos críticos de la zona. Esta medida tiene consecuencias positivas y negativas. Por un lado, permite conseguir fondos internacionales que ellos mismos administran. Por otro, condiciona el desarrollo social de la misma, puesto que refuerza los estigmas negativos viéndose perjudicada la gran mayoría de la población. A nivel oficial, se han delegado fondos y responsabilidades a las ONG pero estas no han contado con el grado de eficacia necesario para producir cambios significativos y transformadores.[cita requerida]
Se destaca la presencia del Santuario Nacional de la Gruta de Lourdes, un centro de peregrinación cristiano muy concurrido.

## Olimpíadas de Matemáticas de Casavalle
En el marco de la Educación Pública, desde hace algunos años se lleva a cabo el certamen escolar conocido como Olimpíadas de Matemáticas de Casavalle, en el mismo se premia el talento de los alumnos en matemáticas, con el fin de despertar el gusto por esa disciplina.
Existen dos libros del profesor Gustavo Bentancor Biagas en los que se recogen las estrategias desarrolladas por los niños en el concurso.
Bitácora de Casavalle (2010) presenta los problemas y soluciones de la Olimpíada escolar entre los años 2006 - 2009.
Problemas-Olimpíada Matemática de Casavalle (2013) contiene los problemas propuestos en las distintas instancias a lo largo de 2010, 2011 y 2012. Más de 300 problemas resueltos. Es una obra maravillosa del talento y creatividad de los pequeños, puesta a prueba por el ingenio matemático del profesor Gustavo Bentancor.
La Olimpiada Matemática de Casavalle obtuvo el Premio Nacional innovación 2011 de la Agencia Nacional de  Investigación e Innovación (ANII).